# Harold Grey
Harold Grey Rengifo (* 20. Dezember 1971 in Arjona) ist ein ehemaliger kolumbianischer Boxer im Superfliegengewicht.

## Profikarriere
Am 29. August 1994 boxte er gegen Julio César Borboa um den Weltmeistertitel des Verbandes IBF und siegte durch geteilte Punktrichterentscheidung. Den Titel verteidigte er insgesamt dreimal und verlor ihn im Oktober des darauffolgenden Jahres an Carlos Gabriel Salazar durch geteilte Punktentscheidung. Allerdings holte er sich den Titel gegen  Salazar im Rückkampf, der am 27. April des darauffolgenden Jahres stattfand, durch einstimmigen Beschluss zurück. Grey verlor ihn beim Kampf gegen Danny Romero erneut, diesmal durch schweren K. o. in Runde 2.
Greys Kampfbilanz beträgt 25 Siege (davon 17 durch K. o.) bei 31 Kämpfen. 2004 trat er zurück.
Grey ist seit 1994 verheiratet und hat zwei Töchter. Er arbeitet als Fitnesstrainer und Sportlehrer.